# Ichthyodes jackmani
Ichthyodes jackmani là một loài bọ cánh cứng trong họ Cerambycidae.